# ふたつ星
『ふたつ星』（ふたつぼし）は、I WiSHの2ndシングルである。

## 解説
- 2003年8月27日にSME Recordsよりリリースされた。

## 収録曲
1. ふたつ星
  - 作詞：ai / 作曲：nao、ai / 編曲：家原正樹、nao

恋愛3部作の2作目。
PVの撮影は埼玉県比企郡都幾川村（当時）にあるときがわ町星と緑の創造センター内の堂平天文台で行われた。
2. サマーブリーズにのって
  - 作詞：ai / 作曲：nao / 編曲：家原正樹、nao

タイトル曲ではないが、タイアップのついた曲。
1stアルバムにこの曲のリミックスバージョンが収録されている。
3. Flower
  - 作詞：ai / 作曲：nao、ai / 編曲：家原正樹、nao
4. ふたつ星（オリジナル・カラオケ）

## タイアップ
ふたつ星
- 読売テレビ・日本テレビ系ドラマ『14ヶ月 ～妻が子供に還っていく～』挿入歌

サマーブリーズにのって
- ロッテ『モナ王』CMソング

## 収録作品
ふたつ星
- シングル『LOVE SONGS 4 YOU』（Dramatic Mixを収録）
- アルバム『伝えたい言葉 〜涙のおちる場所〜』
- アルバム『BEST WiSHES』
- アルバム『The Complete Collection of I WiSH』

サマーブリーズにのって
- アルバム『伝えたい言葉 〜涙のおちる場所〜』（Sweet Palau Mixを収録）
- アルバム『BEST WiSHES』
- アルバム『The Complete Collection of I WiSH』

Flower
- アルバム『BEST WiSHES』
- アルバム『The Complete Collection of I WiSH』